# حمزة بولمدايس
حمزة بولمدايس (22 نوفمبر 1982 في قسنطينة ) هو لاعب كرة قدم جزائري يلعب حاليًا لنادي شباب قسنطينة في الرابطة الجزائرية المحترفة الأولى.

## المسيرة الكروية
نشط بولمدايس في مولودية قسنطينة ثم مولودية باتنة، فشبيبة بجاية ومولودية العلمة وشبيبة القبائل، قبل أن يلعب لشباب قسنطينة في أربعة مواسم متوالية.
في 6 يوليو 2011، أعلن بولمدايس أنه سينضم إلى شبيبة القبائل في نهاية الموسم.
في 13 يوليو 2016، أمضى بولمدايس وهو في سن 33 عاما على عقد مع وفاق سطيف يمتد إلى 2018.
في 14 يناير 2017 وقع مهاجم حمزة بولمدايس، عقد لموسم ونصف مع فريق مولودية بجاية.
يُعد حمزة بولمدايس الهداف التاريخي للدوري الجزائري، برصيد تجاوز 70 هدفًا بمختلف الفرق التي لعب ضمن صفوفها.

## روابط خارجية
- حمزة بولمدايس على موقع قاعدة بيانات كرة القدم.إي يو (الإنجليزية)
- حمزة بولمدايس على موقع ناشيونال فوتبول تيمز (الإنجليزية)
- حمزة بولمدايس على موقع Soccerway.com (الإنجليزية)